# Ivan Ilić (voetballer)
Ivan Ilić (Servisch: Иван Илић) (Niš, 17 maart 2001) is een Servisch voetballer die doorgaans als middenvelder speelt. Hij verruilde Hellas Verona in juli 2023 voor Torino, dat hem het voorgaande halfjaar al huurde. Ilić debuteerde in 2021 in het Servisch voetbalelftal. Hij is een broer van Luka Ilić.

## Carrière
Ilić speelde in de jeugd van Filip Filipović, FK Real Niš en Rode Ster Belgrado. Bij deze club kwam hij in het seizoen 2016/17 eenmaal in actie. In een met 2–1 gewonnen thuiswedstrijd tegen FK Spartak Subotica op 1 april 2017 kwam hij in de 90+3e minuut in het veld voor Srđan Plavšić. Ilić vertrok in de zomer van 2017 samen met zijn broer Luka naar Manchester City. Hiervoor zou hij nooit een wedstrijd spelen. City verhuurde hem direct aan zijn oude club Rode Ster en het seizoen erna aan het eveneens Servische FK Zemun. Hij speelde dat jaar in totaal zestien wedstrijden in de Superliga, waarin hij tot drie doelpunten kwam.
Manchester City verhuurde Ilić en zijn broer in het seizoen 2019/20 allebei aan NAC Breda, op dat moment actief in de Eerste divisie. Hier stond hij twintig speelronden in de basis, alleen werd het seizoen in maart 2020 stopgezet (en daarna niet meer hervat) vanwege de coronapandemie.
Ilić ging in september 2020 naar Hellas Verona, weer op huurbasis. Hij speelde dat jaar bijna dertig wedstrijden in de Serie A. Hellas nam hem in augustus 2021 definitief over van Manchester City. Gedurende het seizoen 2021/22 stond hij vrijwel iedere speelronde aan de aftrap. Toen coach Igor Tudor na dat seizoen vertrok, verloor hij zijn basisplaats. Hellas verhuurde hem in januari 2023 voor een halfjaar aan Torino. Dat betaalde daarna ruim 15 miljoen euro om hem definitief aan te trekken.

## Clubstatistieken
| Seizoen                    | Club                 | Land           | Competitie     | Competitie | Competitie | Beker | Beker | Overig | Overig | Totaal | Totaal |
| Seizoen                    | Club                 | Land           | Competitie     | Wed.       | Dlp.       | Wed.  | Dlp.  | Wed.   | Dlp.   | Wed.   | Dlp.   |
| -------------------------- | -------------------- | -------------- | -------------- | ---------- | ---------- | ----- | ----- | ------ | ------ | ------ | ------ |
| 2016/17                    | Rode Ster Belgrado   | Servië         | Superliga      | 1          | 0          | 0     | 0     | 0      | 0      | 1      | 0      |
| 2017/18                    | Manchester City FC   | Engeland       | Premier League | –          | –          | –     | –     | –      | –      | 0      | 0      |
| 2017/18                    | → Rode Ster Belgrado | Servië         | Superliga      | 0          | 0          | 1     | 0     | 0      | 0      | 1      | 0      |
| 2018/19                    | → FK Zemun           | Servië         | Superliga      | 16         | 3          | 0     | 0     | –      | –      | 16     | 3      |
| 2019/20                    | → NAC Breda          | Nederland      | Eerste divisie | 21         | 3          | 3     | 1     | –      | –      | 24     | 4      |
| 2020/21                    | → Hellas Verona      | Italië         | Serie A        | 29         | 2          | 1     | 1     | –      | –      | 30     | 3      |
| 2021/22                    | Hellas Verona        | Italië         | Serie A        | 32         | 1          | 2     | 1     | –      | –      | 34     | 2      |
| 2022/23                    | Hellas Verona        | Italië         | Serie A        | 11         | 0          | 1     | 0     | –      | –      | 12     | 0      |
| 2022/23                    | → Torino             | Italië         | Serie A        | 14         | 2          | 1     | 0     | –      | –      | 15     | 2      |
| Carrièretotaal             | Carrièretotaal       | Carrièretotaal | Carrièretotaal | 124        | 11         | 9     | 3     | 0      | 0      | 133    | 14     |
| Bijgewerkt op 20 juli 2023 |                      |                |                |            |            |       |       |        |        |        |        |

## Interlandloopbaan
Ilić maakte deel uit van verschillende nationale jeugdselecties vanaf Servië –15. Hij kwam met Servië –17 uit op zowel het EK –17 van 2017 als het EK –17 van 2018. Ilić debuteerde op 7 juni 2021 in het Servisch voetbalelftal. Bondscoach Dragan Stojkovic liet hem toen een helft spelen in een oefeninterland tegen Jamaica. Stojkovic nam Ilić het jaar erop mee naar het WK 2022. Hierop mocht hij een keer een half uur invallen, in een groepswedstrijd tegen Brazilië.
1 Paleari ·
2 Bayeye ·
3 Schuurs ·
4 Walukiewicz ·
5 Masina ·
7 Karamoh ·
8 Ilić ·
9 Sanabria ·
10 Vlašić ·
13 Maripán ·
16 Pedersen ·
17 Donnarumma ·
18 Adams ·
20 Lazaro ·
21 Dembélé ·
23 Coco ·
24 Sosa ·
26 İlkhan ·
27 Vojvoda ·
28 Ricci ·
32 Milinković-Savić ·
61 Tameze ·
66 Gineitis ·
72 Ciammaglichella ·
77 Linetty ·
79 Savva ·
91 Zapata  ·
92 Njie ·
Coach: Vanoli
1 Dmitrović ·
2 Pavlović ·
3 Eraković ·
4 Milenković ·
5 Veljković ·
6 Maksimović ·
7 Radonjić ·
8 Gudelj ·
9 Mitrović ·
10 Tadić  ·
11 Jović ·
12 Rajković ·
13 Mitrović ·
14 Živković ·
15 Babić ·
16 Lukić ·
17 Kostić ·
18 Vlahović ·
19 Račić ·
20 S. Milinković-Savić ·
21 Đuričić ·
22 Lazović ·
23 V. Milinković-Savić ·
24 Ilić ·
25 Mladenović ·
26 Grujić ·
Coach: Stojković
1 Rajković ·
2 Pavlović ·
3 Stojić ·
4 Milenković ·
5 Maksimović ·
6 Gudelj ·
7 Vlahović ·
8 Jović ·
9 Mitrović ·
10 Tadić  ·
11 Kostić ·
12 Petrović ·
13 Veljković ·
14 Živković ·
15 Babić ·
16 Mijailović ·
17 Ilić ·
18 Ratkov ·
19 Samardžić ·
20 S. Milinković-Savić ·
21 Gaćinović ·
22 Lukić ·
23 V. Milinković-Savić ·
24 Spajić ·
25 Mladenović ·
26 Birmančević ·
Coach: Stojković